# Geny Catamo
Geny Catamo (Beira, 26 de enero de 2001) es un futbolista mozambiqueño que juega en la demarcación de extremo para el Sporting C. P. de la Primeira Liga.

## Selección nacional
Hizo su debut con la selección de fútbol de Mozambique en un partido de clasificación para la Copa Mundial de Fútbol de 2022 contra Mauricio que finalizó con un resultado de 2-0 tras los goles de Clésio y el propio Catamo.

## Estadísticas

### Clubes
Actualizado al último partido disputado el 29 de diciembre de 2024.
| Club                        | Div.          | Temporada     | Liga  | Liga  | Copas nacionales | Copas nacionales | Copas internacionales | Copas internacionales | Total | Total |
| Club                        | Div.          | Temporada     | Part. | Goles | Part.            | Goles            | Part.                 | Goles                 | Part. | Goles |
| --------------------------- | ------------- | ------------- | ----- | ----- | ---------------- | ---------------- | --------------------- | --------------------- | ----- | ----- |
| Amora F. C. Portugal        | 3.ª           | 2018-19       | 4     | 1     | —                | —                | —                     | —                     | 4     | 1     |
| Amora F. C. Portugal        | Total club    | Total club    | 4     | 1     | 0                | 0                | 0                     | 0                     | 4     | 1     |
| Sporting C. P. "B" Portugal | 3.ª           | 2020-21       | 17    | 0     | —                | —                | —                     | —                     | 17    | 0     |
| Sporting C. P. "B" Portugal | 3.ª           | 2021-22       | 13    | 2     | —                | —                | —                     | —                     | 13    | 2     |
| Sporting C. P. "B" Portugal | Total club    | Total club    | 30    | 2     | 0                | 0                | 0                     | 0                     | 30    | 2     |
| Sporting C. P. Portugal     | 1.ª           | 2021-22       | 1     | 0     | 0                | 0                | 0                     | 0                     | 1     | 0     |
| Vitória S. C. Portugal      | 1.ª           | 2021-22       | 10    | 0     | —                | —                | —                     | —                     | 10    | 0     |
| Vitória S. C. Portugal      | Total club    | Total club    | 10    | 0     | 0                | 0                | 0                     | 0                     | 10    | 0     |
| C. S. Marítimo Portugal     | 1.ª           | 2022-23       | 11    | 1     | 0                | 0                | —                     | —                     | 11    | 1     |
| C. S. Marítimo Portugal     | Total club    | Total club    | 11    | 1     | 0                | 0                | 0                     | 0                     | 11    | 1     |
| C. S. Marítimo "B" Portugal | 4.ª           | 2022-23       | 1     | 1     | —                | —                | —                     | —                     | 1     | 1     |
| C. S. Marítimo "B" Portugal | Total club    | Total club    | 1     | 1     | 0                | 0                | 0                     | 0                     | 1     | 1     |
| Sporting C. P. Portugal     | 1.ª           | 2023-24       | 27    | 5     | 7                | 1                | 7                     | 0                     | 41    | 6     |
| Sporting C. P. Portugal     | 1.ª           | 2024-25       | 15    | 3     | 4                | 0                | 6                     | 1                     | 25    | 4     |
| Sporting C. P. Portugal     | Total club    | Total club    | 42    | 8     | 11               | 1                | 13                    | 1                     | 66    | 10    |
| Total carrera               | Total carrera | Total carrera | 97    | 13    | 11               | 1                | 13                    | 1                     | 121   | 15    |

## Palmarés

### Títulos nacionales
| Título           | Club           | País     | Año  |
| ---------------- | -------------- | -------- | ---- |
| Primeira Liga    | Sporting C. P. | Portugal | 2024 |
| Primeira Liga    | Sporting C. P. | Portugal | 2025 |
| Copa de Portugal | Sporting C. P. | Portugal | 2025 |